# El Vergel
Para la cultura agroalfarera, véase Complejo El Vergel
El Vergel es una localidad y distrito ubicado en el Departamento Lavalle, provincia de Mendoza, Argentina. 
Se encuentra sobre la Ruta Provincial 27, 7 km al sur de Villa Tulumaya, la cabecera departamental; la estación de ferrocarril El Vergel se halla 3 km al sur de la villa.
Cuenta con una escuela de nivel secundario y un centro de salud. Cuenta con acceso pavimentado desde Villa Tulumaya y hasta el paraje El Palomar por la calle Dorrego.

## Sismicidad
La sismicidad del área de Cuyo (centro oeste de Argentina) es frecuente y de intensidad muy alta, con un silencio sísmico de terremotos medios a graves cada 20 años.
- Sismo de 1861: aunque dicha actividad geológica catastrófica ocurre desde épocas prehistóricas, el terremoto del 20 de marzo de 1861 (164 años), con 12 000 muertes,[4] señaló un hito importante dentro de la historia de eventos sísmicos argentinos ya que fue el más fuerte registrado y documentado en el país. A partir del mismo los sucesivos gobiernos mendocinos y municipales han ido extremando cuidados y restringiendo los códigos de construcción.[3] Con el terremoto de San Juan del 15 de enero de 1944 (81 años) los gobiernos tomaron estado de la enorme gravedad crónica de sismos de la región.
- Sismo de 1920: de 6,8 de intensidad, destruyó parte de sus edificaciones y abrió numerosas grietas en la zona. Hubo 250 muertes por destrucción de casas de adobe[4][3]
- Sismo del sur de Mendoza de 1929: muy grave, y al no haber desarrollado ninguna medida preventiva, a pesar de haber transcurrido solo nueve años del anterior, mató a 30 habitantes por la caída de casas de adobe[3]
- Sismo de 1985: fue otro episodio grave,[5] de 9 s de duración, derrumbando el viejo Hospital del Carmen de Godoy Cruz.